# Cosima (album)
Cosima è il primo album in studio della cantante australiana Cosima De Vito, pubblicato l'11 ottobre 2004.
Dall'album sono stati estratti i singoli When the War Is Over / One Night Without You e Now That You Can't Have Me, che hanno raggiunto rispettivamente la prima e la quarantaduesima posizione in Australia.

## Tracce
Testi e musiche di Dianne Warren.
1. One Night Without You – 3:42
2. Cost of Love – 3:33
3. Show Me the Way Back to Your Heart – 3:42
4. What Kind of World Would This World Be – 4:31
5. Painted on My Heart – 3:33
6. Now That You Can't Have Me – 3:25
7. Too Lost in You – 4:47
8. What My Heart Says – 3:45
9. I Just Wanna Cry – 3:46
10. Taste the Tears – 3:45

## Classifiche
| Classifica (2004) | Posizione massima |
| ----------------- | ----------------- |
| Australia         | 2                 |